# Акустооптический модулятор
Акустоопти́ческий модуля́тор (АОМ) — устройство для изменения интенсивности пропускаемого света, вследствие его дифракции на решётке, образуемой в стекле в результате пространственной модуляции показателя преломления акустической волной.

## Принцип действия
Принцип действия АОМ основан на дифракции света на бегущей ультразвуковой волне в оптически прозрачном материале (стекле). Бегущую ультразвуковую волну создает пьезоэлектрический преобразователь, присоединённый к стеклянной пластине. Благодаря появлению участков сжатия и растяжения, возникающих в стекле и различающихся показателем преломления, в среде формируется дифракционная решётка. Световой пучок, дифрагируя на решётке, образует несколько выходных пучков (дифракционных порядков), разнесённых в пространстве под равными углами относительно друг друга. При помощи апертуры из всех выходных лучей выделяется первый максимум, который существует только при наличии звуковой волны в модуляторе, и блокируются все остальные (см. рисунок сверху).
В зависимости от толщины стеклянного тела АОМ имеет некоторые отличия в работе. В тонком модуляторе принцип работы не отличается от того как это описано ранее, но в толстом — необходимо учитывать условия фазового синхронизма, {\displaystyle {\vec {k}}+{\vec {k}}_{\text{phonon}}={\vec {k}}_{\text{photon}}^{+1}}, где {\displaystyle {\vec {k}}} — волновой вектор падающего излучения, {\displaystyle {\vec {k}}_{\text{phonon}}} и {\displaystyle {\vec {k}}_{\text{photon}}^{+1}} — волновые вектора звуковой и оптической, дифрагировавшей в первый порядок, волны. В толстом модуляторе при правильном выборе угла падения входного луча и благодаря условию синхронизма можно возбудить в основном первый (или минус первый) порядок дифракции. Промышленность выпускает толстые модуляторы, так как они требуют звуковую волну меньшей мощности. Высокая эффективность дифракции в толстых модуляторах достигается из-за более широкой дифракционной решётки.

## Тонкий модулятор (дифракция Рамана-Ната)
При ортогональном падении света на поверхность кристалла проходящий свет c длиной волны {\displaystyle \lambda } и звуковой волной — {\displaystyle \Lambda } дифрагирует под углом {\displaystyle \theta } в несколько дифракционных порядков {\displaystyle m}:
{\displaystyle \sin \theta ={\frac {m\lambda }{2\Lambda }}.}

## Брэгговский режим (толстый модулятор)
Практический интерес представляет случай, когда свет (лазерный пучок) направляется на стекло под углом Брэгга. При этом наблюдается дифракция Брэгга, при которой интенсивности всех дифракционных максимумов, кроме первого, становятся малыми.

## Характеристики АОМ

### Дифракционный угол
Длина звуковой волны в стекле равна:
{\displaystyle \Lambda ={\frac {v}{F}},}
где {\displaystyle v} — скорость звука (см. таблицу ниже), {\displaystyle F} — частота звука.
При частоте модуляции 80 МГц (самая распространенная частота АОМ) и скорости звука в стекле 3,2 км/с, длина волны звука в стекле составляет {\displaystyle \Lambda =40} мкм, а угол отклонения {\displaystyle \theta } дифрагированного луча первого порядка равен около 10 миллирадиан.

### Интенсивность
Интенсивность дифрагированных лучей зависит от интенсивности звуковой волны и угла поворота модулятора (Брэгговского угла). Модулируя интенсивность звуковой волны можно менять (нелинейно) интенсивность дифрагированных лучей. Как правило, интенсивность луча нулевого порядка меняется в пределах 15—99 %, а интенсивность первого порядка — 0—80 %.
Контрастность модуляции часто превышает 1000 и может легко достигать 10 000 (40 дБ).

### Частота
Частота дифрагированных лучей вследствие эффекта Доплера изменяется по формуле:
{\displaystyle \nu \to \nu +mF.}
Такое смещение частоты обусловливается также законом сохранения энергии и импульса (фотонов и фононов).
В некоторых АОМ акустические волны, распространяющиеся в противоположных направлениях, создают стоячую волну, в результате частоты дифракционных порядков не меняется.

### Фаза
Фаза дифрагированных лучей также смещается на величину фазы звуковой волны.

### Поляризация
Звуковая волна наводит двулучепреломление в стекле, поэтому поляризация света после прохождения модулятора может изменяться.

### Быстродействие
Быстродействие АОМ ограничивается временем прохождения звуковой волны через сечение светового пучка {\displaystyle t=d/v,} где {\displaystyle d} — поперечный размер лазерного луча, {\displaystyle v} — скорость звука в материале ячейки) и составляет порядка 2—10 мкс для коллимированного лазерного луча диаметром несколько миллиметров. Чем меньше пятно фокусировки, тем лучше быстродействие АОМ, поэтому обычно модулятор размещается в фокусе линзы, при этом выходные лучи коллимируются второй линзой. Толстый модулятор требует применения длиннофокусной линзы; при правильной компоновке и юстировке возможно достичь быстродействия в примерно 20 нс. АОМ может работать в режиме модулятора и дефлектора (то есть также отклонять по углу падающий луч при изменении частоты звуковой волны).

## Материалы, используемые для изготовления АОМ
| Материал              | Оптический диапазон, мкм | Показатель преломления | Скорость звуковой волны, км/с | Добротность 10−15 м2/Вт |
| --------------------- | ------------------------ | ---------------------- | ----------------------------- | ----------------------- |
| Халькогенидное стекло | 1,0—2,2                  | 2,7                    | 2,52                          | 164                     |
| Флинт SF-6            | 0,45—2                   | 1,8                    | 3,51                          | 8                       |
| Кварцевое стекло      | 0,2—4,5                  | 1,46                   | 5,96                          | 1,56                    |
| Фосфит галлия         | 0,59—10                  | 3,3                    | 6,3                           | 44                      |
| Германий              | 2—12                     | 4,0                    | 5,5                           | 180                     |
| Фосфат индия          | 1—1,6                    | 3,3                    | 5,1                           | 80                      |
| Ниобат лития          | 0,6—4,5                  | 2,2                    | 6,6                           | 15                      |
| Диоксид теллура       | 0,4—5                    | 2,25                   | 5,5                           | 1000                    |

## Конструкция прибора
Оптически полированное стекло с помощью пайки под давлением (metal pressure bonding) соединяется с пьезопреобразователем, изготовленным из ниобата лития. Толщина пластины ниобата лития выбирается исходя из требуемой частоты модуляции (вплоть до 1 ГГц). Противоположная грань стеклянной пластины выполняется под углом к распространению ультразвуковой волны, так что отраженная волна отклонялась в сторону, чтобы не возникала стоячая волна. Кроме того, на этой грани обычно размещается брусок из звукопоглощающего материала.
АОМ обычно размещается в металлическом корпусе с отверстиями для ввода-вывода пучка света и радиочастотным разъёмом для подачи модулирующего сигнала (обычно это разъём SMA или BNC). Возможно также исполнение прибора с волоконными входами и выходом, что позволяет его легко применять в оптоволоконных системах.
Частота модуляции АОМ определяются упругооптическими свойствами акустической среды и может достигать 350 МГц (эффективность АОМ на такой частоте невелика — порядка 10—20 %).

## Применение
АОМ используются для быстрой модуляции и отклонения лазерных лучей, поэтому они находят широкое применение в оптических лабораториях как простой способ модулирования лазерного луча (высокоскоростной затвор). Использование АОМ внутри резонатора лазера позволяет управлять потерями резонатора и осуществлять активную модуляцию добротности или синхронизацию мод лазера.
АОМ с коллинеарным пучком именуется AOPDF, он способен формировать спектральную фазу и амплитуду ультракоротких лазерных импульсов.

## Изготовители
- Brimrose Corporation of America
- IntraAction Corporation
- Crystal Technology
- NEOS Technologies